# Ictinia
Ictinia Vieillot, 1816 è un genere di uccelli rapaci della famiglia Accipitridae.

## Tassonomia
Il genere comprende le seguenti specie:
- Ictinia mississippiensis (A.Wilson, 1811) - nibbio del Mississippi
- Ictinia plumbea (J.F.Gmelin, 1788) - nibbio piombato